# Лавин, Дебора
Дебора Маргарет Лавин (англ. Deborah Margaret Lavin, род. 22 сентября 1939) — южноафриканский историк, большую часть своей карьеры проживавшая в Соединённом Королевстве.

## Биография
Лавин родилась 22 сентября 1939 года. Она училась в Университете Родса в Южной Африке и колледже Леди-Маргарет холл в Оксфорде, который окончила в 1961 году.
Лавин читала лекции в Университете Витватерсранда, а также в университете Квинс в Белфасте и была старшим научным сотрудником Колледжа Святого Антония в Оксфорде. В 1980 году она перешла в Даремский университет, где с 1979 по 1995 год была содиректором Научно-исследовательского института изучения изменений и преподавателем кафедры современной истории, а также директором Тревельян-колледжа. Она была президентом Howlands Trust, а с 1995 по 1997 год занимала пост директора нового колледжа, который должен был быть построен на ферме Хоулендс, который в конечном итоге стал Колледжем Джозефины Батлер.